# Witoscha
Das Witoschagebirge ['vitoʃa] (nach englischer Transkription Vitosha geschrieben, bulgarisch Витоша) erhebt sich vor den Toren Sofias in Bulgarien. Es nimmt eine Fläche von 278 km² ein und wird in vier Hauptabschnitte unterteilt. Mit 2290 Metern ist der Tscherni Wrach (Черни връх – wörtlich: Schwarzer Gipfel) der höchste Gipfel.

## Lage und Geologie
Das Gebirge liegt südlich von Sofia. Die Ausläufer reichen bis an den Sofioter Autobahnring, also bis an die Vororte. Die Berg-Silhouette bestimmt das gesamte Stadtbild der Hauptstadt. Das Witoschagebirge ist ein beliebtes Ausflugsziel nicht nur der Hauptstädter, sondern auch von zahlreichen Wanderern und Touristen. Es bietet eine gute Panoramasicht auf Sofia und eine Fernsicht bis zum 60 km entfernten Rilagebirge. Manchmal reicht der Blick auch bis zum nördlich gelegenen Balkangebirge (ca. 50 km entfernt). Der höchste Gipfel liegt auf einem unbewaldeten kahlen Felsplateau mit den Ausmaßen von rund 2 × 2 km. Der eigentliche Gipfel stellt nur einen relativ kleinen Hügel auf dieser Hochebene dar. Im Nordabschnitt liegen die Slatni Mostowe (Goldene Brücken), Knjashevo, Simeonovo. Im Osten schließt sich das Plana-Gebirge mit den Bergen Resnjovete und Goljam Kupen, dem Naturreservat Bistrischko Branischte und mit dem Wintersportort Aleko an.

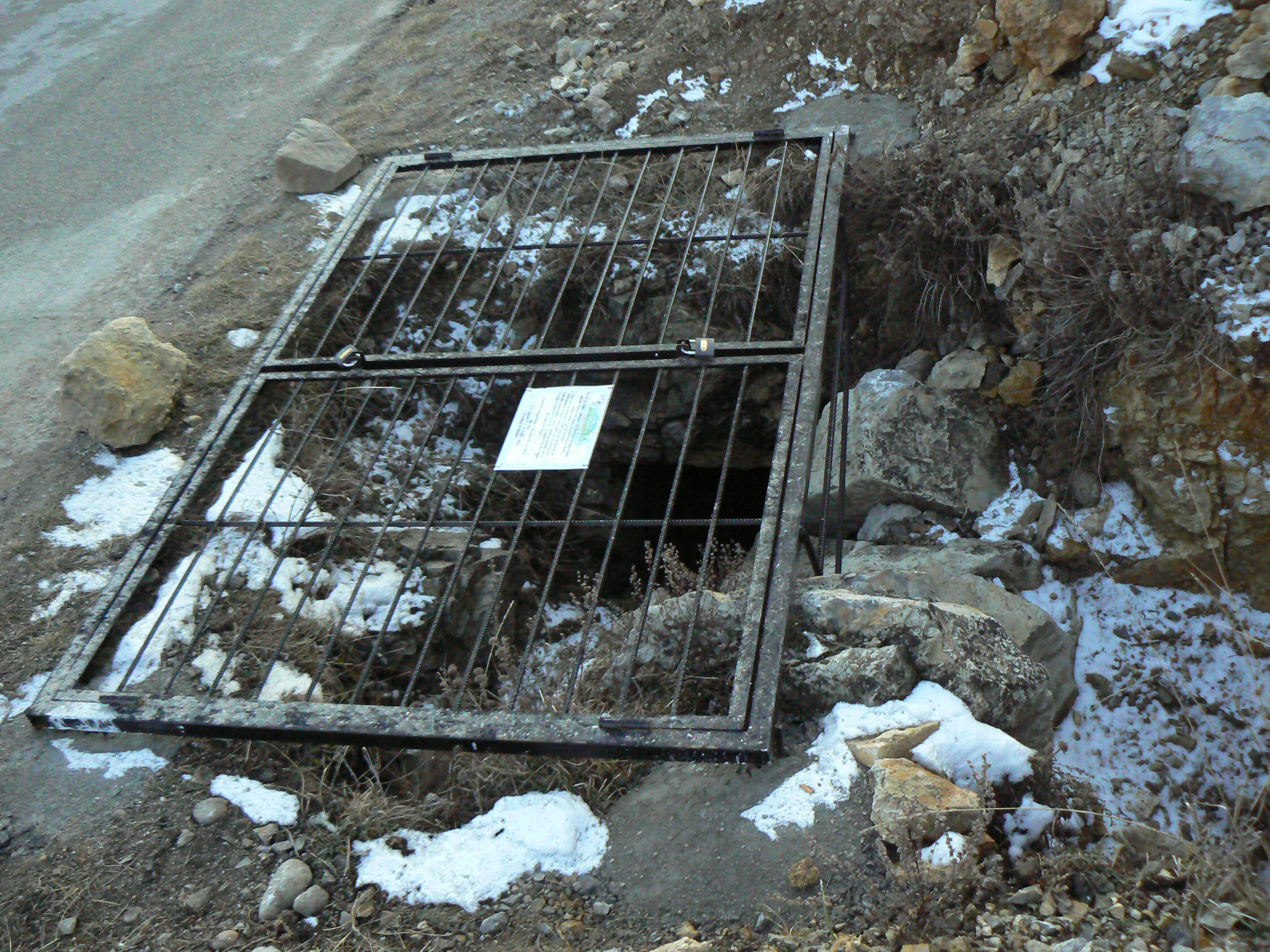
Eingang zur Duchlata-Höhle

Im Südwestabschnitt gibt es am Fuß der Südwestseite in der Nähe des Dorfes Bosnek (bulgarisch Боснек) einen Eingang zu dem Höhlensystem Duchlata (bulgarisch Духлата). Mit seinen 17.600 Metern Gesamtlänge ist es die längste Höhle in Bulgarien. Das Höhlensystem befindet sich in triassischen Kalksteinen und ist noch nicht vollständig erforscht, es wird vermutet, dass es sich durch den gesamten Berg zieht und auch einen Eingang auf der Nordseite besitzt. Ein solcher ist allerdings noch nicht entdeckt worden. Der Nordwestabschnitt grenzt an das Ljulin-Gebirge.
Von der Südseite wird (an den Quellen des Struma-Flusses) Trinkwasser für die Hauptstadt abgeleitet.
Die Grundform des Witoschagebirges ist domartig gewölbt, mit einem Durchmesser von ca. 15 km, es stellt einen tief abgetragenen Vulkan-Kern aus einer komplexen Abfolge von Plutoniten (Syenit, Monzonit …) und Vulkaniten (Laven und Tuffe andesitischer Zusammensetzung sowie Granit- und Dioritporphyr) dar, die in der Oberkreide die triassischen Sedimente der westlichen Srednogorie-Zone durchstoßen haben. Wirtschaftlich genutzt wurden Vorkommen von Gold und Magnetit.

## Geschichte und Namensursprung
Das Gebirge wurde von den ersten Siedlern Skomios, Skopios oder Skombros genannt. Diese Bezeichnung stammt aus dem Griechischen und bedeutet „spitzes, steiles Gebirge“. Erst im 11. Jahrhundert erscheint der Name Vitoscha erstmals in einer Urkunde. Nicht eindeutig geklärt ist die Namensherkunft, eine Version geht von einem altgriechischen Begriff aus, der „zweiteiliges“ bzw. „teilendes“ Gebirge bedeutet. Die zweite, wahrscheinlichere Version legt die Ableitung von einer Person namens Vitosch zugrunde.
Das Gebirge ist Namensgeber für den Vitosha Saddle, einen Bergsattel auf der Livingston-Insel in der Antarktis.

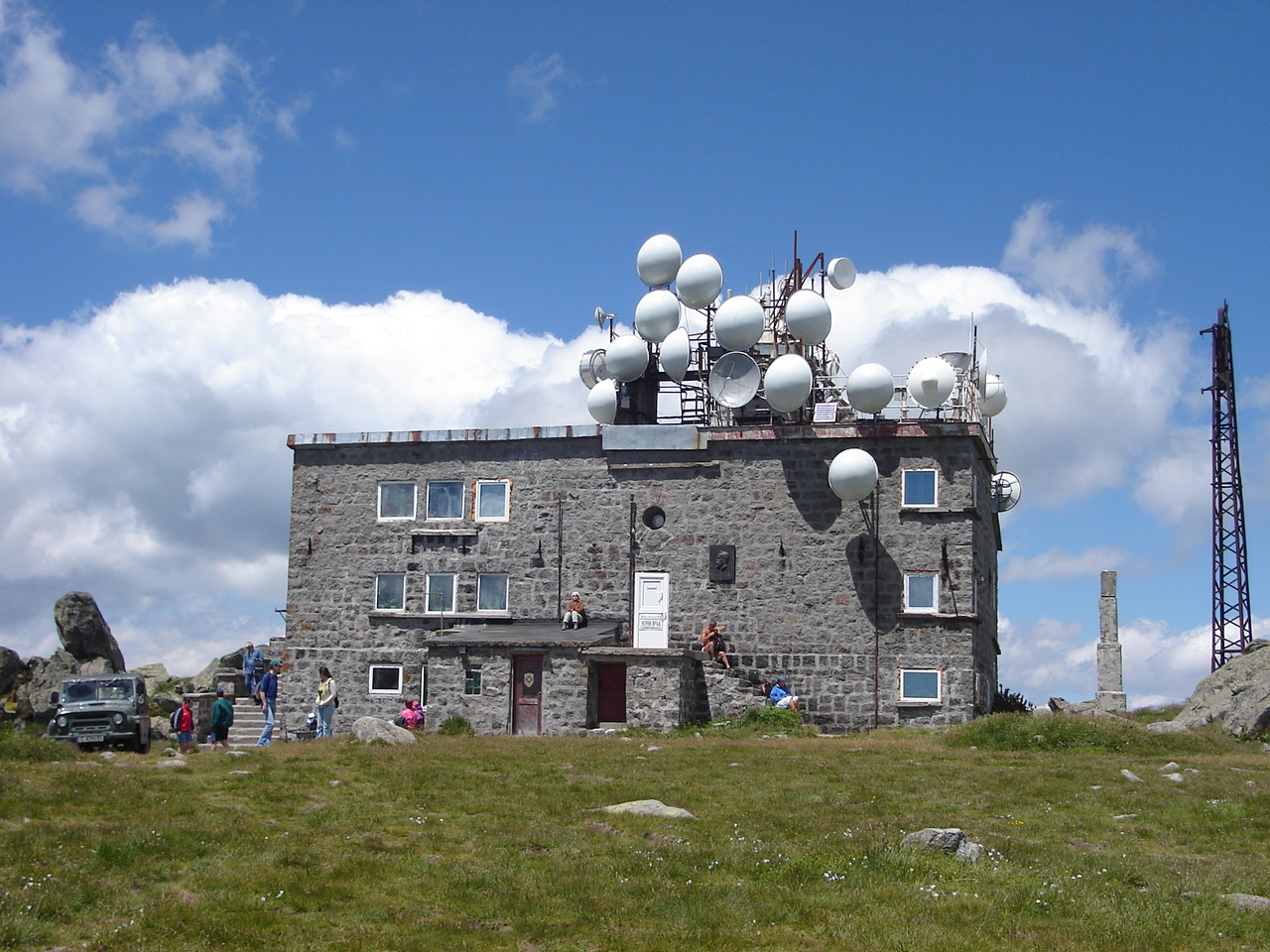
Die meteorologische Station „Tscherni Wrach“

## Nationalpark
Der 1934 gegründete Naturpark Witoscha (IUCN-Kategorie V) umfasst ca. 27.079 Hektar und damit 90 Prozent der Gebirgsfläche. Innerhalb des Parks befinden sich die Naturreservate Torfeno Branischte und Bistrishko Branischte, die bis zum Gipfel Tscherni Vrach reichen, von denen letzterer zum UNESCO-Biosphärenreservat erklärt wurde. Seit 1935 befindet sich auf dem höchsten Gipfel auch eine Wetterstation.
Obwohl der Gebirgszug intensiv als Naherholungsgebiet genutzt wird, beherbergt er mehr als 2700 Tier- und Pflanzenarten, mehr als jedes andere europäische Gebirge. Als Bäume haben sich hier besonders die Fichten angesiedelt, nachdem der früher vorhandene Urwald durch die Menschen vernichtet wurde.

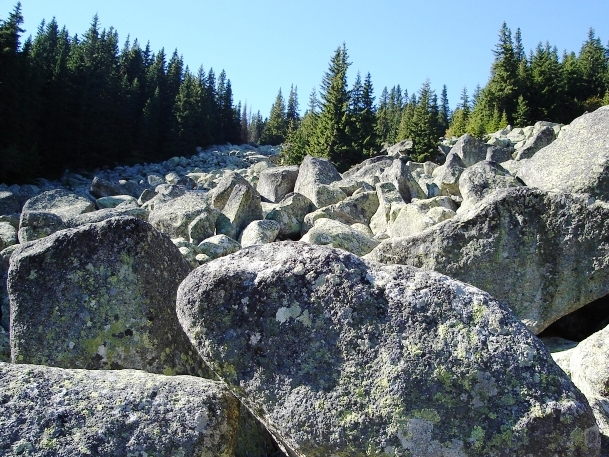
„Steinfluss“

Als Naturwunder gelten die Karstquelle „lebendes Wasser“ (Shivata Voda) und die „Steinflüsse“: langgestreckte Blockhalden aus bis zu 4 Meter großen, rund verwitterten Felsen. Der längste dieser Steinflüsse – Slatni Mostowe (Goldene Brücken) – ist 2 km lang und 50 m breit. Die Naturvielfalt wird durch Hochmoore und Wasserfälle (siehe auch: Bojana-Wasserfall) komplettiert.

## Tourismus
Der Winter mit Schnee und Eis hält sich hier wesentlich länger als in der Sofioter Ebene, es werden Temperaturdifferenzen von fast 20 Grad Celsius gemessen. Das Witoschagebirge dient deshalb als Wintersportgebiet. Wegen dieser guten Bedingungen kandidierte Sofia mit der Witoscharegion bereits als Austragungsort von Olympischen Winterspielen. Im Sommer wird es zu ausgiebigen Wanderungen oder auch Down-Hill Bike-Touren genutzt. Gelegentlich nutzen Drachenflieger das Witoschagebirge. Der Abstieg vom Tscherni Wrach bis an die Gebirgsausläufer Richtung Sofia dauert ca. 4 Stunden. Die starken Westwinde in den Wintermonaten machen die offenen Hochgebirgsplateaus in der Nähe von Tscherni Wrach einen beliebten Platz zum Praktizieren von Snowkiting. Witoscha ist auch eng mit der Geschichte des Bergsteigens in Bulgarien verbunden, die Felswände des Gipfels Kominite war das erste Klettergebiet wo 1919 Kletterseile und Felshaken für Besteigung von Kletterrouten genutzt wurden. Heute sind dort über 100 Sportkletterrouten mit Klebehaken trassiert. 

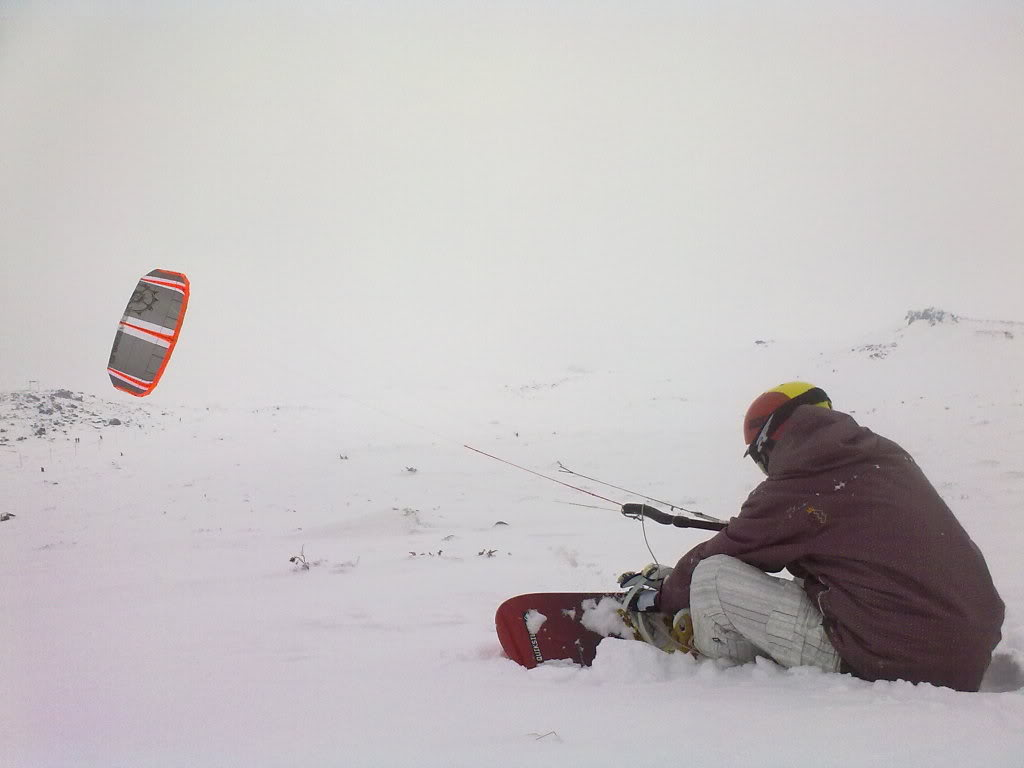
Snowkiting in der Nähe von Tscherni Wrach

## Gipfel

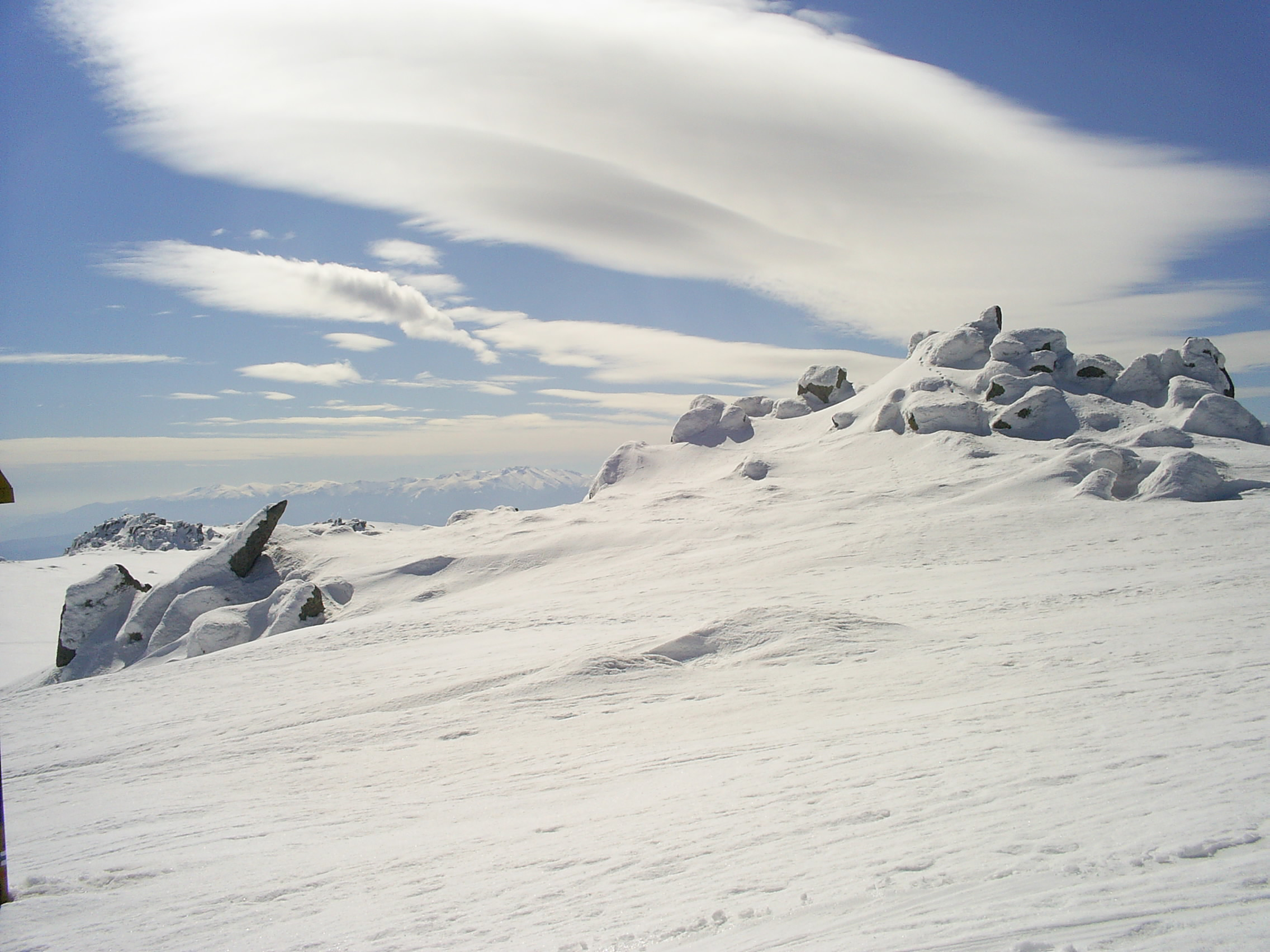
Tscherni Wrach im Winter, im Hintergrund ist Rila zu sehen.

Die höchsten Gipfel des Witoschagebirges sind:
- Tscherni Wrach – 2290 m;
- Goljam Resen – 2277 m;
- Skoparnik – 2226 m;
- Besimenen (zu deutsch: Der Namenlose) – 2208 m;
- Kupena – 2196 m;
- Malak Resen – 2182 m;
- Jarlowski Kupen – 2173 m;
- Goljam Kutor – 2113 m;
- Samara – 2108 m;
- Lawtscheto – 2052 m;
- Selimiza – 2041 m;
- Siwa Gramada – 2003 m;
- Goljam Kupen – 1930 m;
- Uschite – 1906 m;
- Tschernata Skala – 1869 m;
- Kamen Del – 1862 m.

Es gibt einige weitere Gipfel, die über 2000 m hoch sind, jedoch keinen Namen haben.

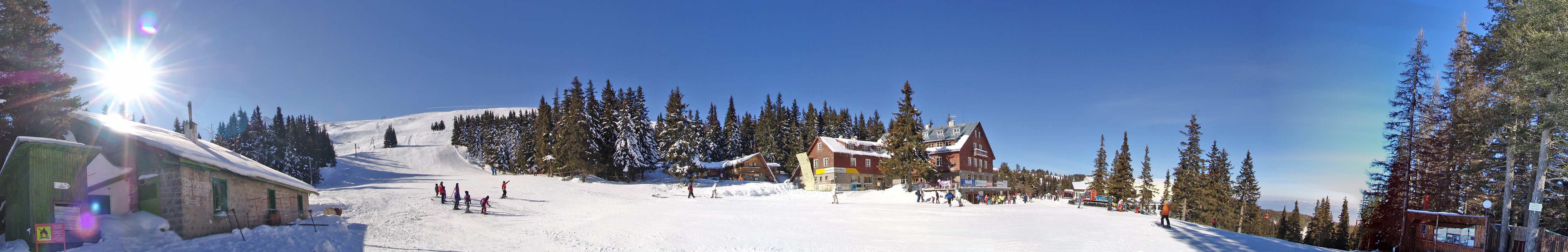
Berghütte Aleko (in der Mitte)

## Schutzhütten
- Berghütte Kompozitorite (1456 m)
- Berghütte Aleko (1810 m)
- Berghütte Kumata (1725 m)